# Universidad Los Leones
La Universidad Los Leones es una universidad privada chilena, fundada en 2010 al alero del Instituto Profesional Los Leones, el cual fue creado en 1981 bajo el nombre de Institur.
Además del Instituto Profesional Los Leones, estuvo integrada con la ya desaparecida Universidad Marítima de Chile, fundada en 2003 y desaparecida en 2010. Durante 2008 también se especuló con la compra de la Universidad La República, lo que no resultó efectivo.
Actualmente no se encuentra acreditada por la Comisión Nacional de Acreditación (CNA-Chile).Está en la posición 144 según el ranking de Webometrics 2024.

## Carreras
Esta universidad imparte un total de seis carreras:
- Derecho.
- Ingeniería comercial.
- Psicología.
- Trabajo Social.
- Pedagogía en Educación Parvularia.
- Ingeniería en gestión de Recursos Humanos.

También dicta una Licenciatura en Educación, centrada en la investigación en educación en Chile.
Finalmente, cuenta con cinco programas de prosecución de estudios para técnicos y profesionales:
- Ingeniería Comercial para técnicos y profesionales.
- Ingeniería en Gestión de Recursos Humanos para técnicos.
- Ingeniería en Prevención de Riesgos para técnicos.
- Pedagogía en Educación Diferencial Mención Literacidad y Matemática para psicopedagogos.
- Pedagogía en Educación Parvularia para técnicos de nivel superior en Educación Parvularia.